# Episodi di Grani di pepe (prima stagione)
La prima stagione della serie televisiva Grani di pepe è stata trasmessa in Germania dal 27 dicembre 1999 al 12 gennaio 2000 sul canale KinderKanal.
In Italia la prima stagione è stata trasmessa in prima visione dal 10 dicembre 2004 su Rai Tre.
| Nº | Titolo originale               | Titolo italiano          | Prima TV Germania | Prima TV Italia  |
| -- | ------------------------------ | ------------------------ | ----------------- | ---------------- |
| 1  | Abgezogen                      | Il riscatto              | 27 dicembre 1999  | 10 dicembre 2004 |
| 2  | Wer ist Jeremy?                | Jeremy                   | 28 dicembre 1999  |                  |
| 3  | Schlange im Rohr               | Il serpente boa          | 29 dicembre 1999  |                  |
| 4  | Die Schimmelprinzessin         | La cavallina bianca      | 30 dicembre 1999  |                  |
| 5  | Cem und Rachel                 | Cem e Rachel             | 31 dicembre 1999  |                  |
| 6  | Bombenstimmung                 | Atmosfera esplosiva      | 3 gennaio 2000    |                  |
| 7  | Das teuerste Fahrrad der Welt  | Una bicicletta contesa   | 4 gennaio 2000    |                  |
| 8  | Bladerflucht                   | Il pattinatore           | 5 gennaio 2000    |                  |
| 9  | Starallüren                    | Manie da star            | 6 gennaio 2000    |                  |
| 10 | Ätzende Kanister               | I rifiuti tossici        | 7 gennaio 2000    |                  |
| 11 | Der rote Mantel                | Il cappotto              | 10 gennaio 2000   |                  |
| 12 | Das Johannisfest               | La festa di San Giovanni | 11 gennaio 2000   |                  |
| 13 | Der Schatz vom Kannengießerort | Il tesoro del pirata     | 12 gennaio 2000   |                  |

## Il riscatto
- Scritto da: Katharina Mestre
- Diretto da: Matthias Steurer

Sulla via per la scuola Natascha viene aggredita da due ragazzi più grandi, ma non racconta a nessuno di essere stata anche derubata; nemmeno a Fiete, che pure aveva assistito alla scena. Uno dei due aggressori è infatti il figlio del datore di lavoro di sua madre e la ragazza teme, parlando, di farle perdere il lavoro. Quando a scuola Natascha non consegna all'insegnante il denaro necessario per iscriversi alla gita di classe, i suoi amici capiscono che le erano stati sottratti 200 marchi e Jana suggerisce a Fiete e Cem di tendere una trappola ai ricattatori, offrendosi anche di fungere da esca. Alla fine i Grani di pepe riescono ad intrappolare i due bulli all'interno del quartier generale e di ottenere da loro una confessione davanti alla videocamera.

## Jeremy
- Scritto da: Katharina Mestre
- Diretto da: Matthias Steurer

Prende misteriosamente fuoco un capannone appartenente alla famiglia Overbeck, mentre contemporaneamente i Grani di pepe scoprono che all'interno del quartier generale si nasconde un ragazzo che sostiene di chiamarsi Jeremy,  di provenire dal Sudan e di fuggire dai servizi segreti del suo Paese perché perseguitato. Mentre Cem e Vivi non credono all'intruso, Jana lo prende in simpatia e lo invita a stare da lei. Quando però i sospetti dell'incendio iniziano a ricadere su di lui, Jeremy tenta di scappare in Inghilterra, rubando anche due statuette da casa di Jana. Sulla strada viene però fermato dai Grani di pepe, i quali lo smascherano: in realtà il suo nome è Joachim, e non è altro che un piccolo piromane proveniente dalla Sassonia.

## Il serpente boa
- Scritto da: Katharina Mestre
- Diretto da: Matthias Steurer

Fiete e Cem, mentre lavorano ad una presentazione per biologia, trovano un rarissimo esemplare di boa del Madagascar albino. Trattandosi di un chiaro caso di traffico illecito di animali, i ragazzi vogliono salvare il serpente e per farlo lo portano al quartier generale, ma i trafficanti riescono a rintracciare il loro nascondiglio. Quando questi intimano i Grani di pepe di restituirglielo, il boa sparisce tra le tubature e la squadra ha l'occasione, con un'azione spettacolare, di recuperare il rettile e contemporaneamente di bloccare i criminali facendoli cadere dalla finestra nel canale sottostante, dove ad attenderli ci sono i doganieri.

## La cavallina bianca
- Scritto da: Katharina Mestre
- Diretto da: Matthias Steurer

Natascha non ne può più delle rigide regole che i genitori hanno per lei e dopo una visita al circo ha più che mai il desiderio di frequentare una scuola di ginnastica acrobatica a Parigi. Sua madre Ilze però non vuole sentirne parlare e nella rabbia le tira uno schiaffo, facendo così fuggire la figlia, la quale inizia a pianificare il suo viaggio in Francia insieme al suo amico Rafael. Quest'ultimo però ha altri problemi, in quanto la sua famiglia ha deciso di far abbattere la sua amata cavallina Flocke, la quale tuttavia è riuscita a scappare. A ritrovarla sono i Grani di pepe, i quali, allarmati dalla stessa Ilze, con l'aiuto del padre di Jana si lanciano all'inseguimento della carovana del circo. Quando la ricongiungono, avviene il ricongiungimento tra Rafael e Flocke e torna la pace tra Ilze e Natascha.
Questo episodio ha vinto il premio Goldener Spatz del 2001 nella categoria "miglior cortometraggio".

## Cem e Rachel
- Scritto da: Katharina Mestre
- Diretto da: Matthias Steurer

Fiete e Cem assistono ad un furto all'interno del magazzino della dogana, ma quest'ultimo si accorge che tra i colpevoli c'è la compagna di scuola Rachel, per cui ha una cotta. Su richiesta della ragazza, la quale sostiene di essere stata costretta a partecipare, Cem non la tradisce alle autorità, tuttavia il capo della banda nonché fidanzato di Rachel, Mirko, viene a sapere che Cem è a conoscenza dell'accaduto e lo aggredisce, portandogli via anche il suo medaglione con la foto dei genitori defunti. Quando Cem racconta tutto ai suoi amici, i Grani di pepe non hanno dubbi a correre in suo aiuto e, mentre è in piscina, danno una lezione alla banda, costringendola a confessare il furto e recuperando il medaglione rubato. Rachel, inoltre, dà il benservito a Mirko.

## Atmosfera esplosiva
- Scritto da: Katharina Mestre
- Diretto da: Matthias Steurer

Vivi sta per pubblicare un articolo per il giornalino della scuola riguardo ad un caso risolto dai Grani di pepe ed inoltre ha il permesso di prendersi cura di Cola, la cagnolina dell'amico doganiere Uli. Tuttavia, dopo che la piccola ha litigato con i suoi amici e soprattutto con Fiete, il quale credeva che lei nel suo articolo volesse coprirli pubblicamente di ridicolo, Cola scappa. Vivi la segue disperatamente, finendo tuttavia per intrufolarsi all'interno nel sistema di canalizzazione sotterraneo del porto, ignara del fatto che in quell'area una squadra di artificieri stesse per far brillare una vecchia bomba rimasta inesplosa. A questo punto i Grani di pepe, insieme con Uli e la famiglia Overbeck, si mettono a cercarla. Fiete è tormentato dal senso di colpa, ma viene consolato da Natascha, che dopo il ritrovamento della sorella gli dà il primo bacio della sua vita.

## Una bicicletta contesa
- Scritto da: Katharina Mestre
- Diretto da: Klaus Wirbitzky

Cem viene sospettato di spacciare a scuola, ma i Grani di pepe scoprono che in realtà lui viene solamente sfruttato a sua insaputa come corriere della droga, perché qualcuno ha nascosto sostanze stupefacenti all'interno della sua bicicletta affinché queste potessero passare indisturbate i controlli della dogana. Siccome l'amico rischia l'espulsione e persino lo zio Kemal inizia a dubitare della sua onestà, Fiete decide di smascherare gli spacciatori da solo con un'incosciente azione solitaria. Fortunatamente per lui la polizia criminale interviene tempestivamente per salvarlo dalle grinfie dei criminali e arrestando questi ultimi.

## Il pattinatore
- Scritto da: Katharina Mestre
- Diretto da: Klaus Wirbitzky

In seguito al loro primo bacio, Fiete ha intenzione di dichiararsi a Natascha, ma lei è troppo impegnata con i suoi allenamenti di ginnastica artistica in vista dei campionati cittadini per prestargli attenzione. Quando Natascha viene aggredita in strada da un misterioso pattinatore, Fiete fa solamente in tempo a spingerla via, ma questa, cadendo, si rompe un braccio e se la prende con lui per l'infortunio subito. I Grani di pepe si mettono sulle tracce dell'aggressore, che si scopre essere un ragazzo di nome Max, il quale ha agito per conto di qualcuno. Nonostante i primi sospetti ricadano su Bea, una rivale di Natascha, la colpevole è in realtà un'altra ginnasta, Sabine. Fiete, felice di aver riacquistato la fiducia di Natascha, può finalmente dichiararle il suo amore. I due, così, si fidanzano ufficialmente.

## Manie da star
- Scritto da: Katharina Mestre
- Diretto da: Matthias Steurer

Jana cerca in tutti i modi di tirarsi indietro da un appuntamento con Celine, la nuova fidanzata di suo padre. Quando però nella redazione del magazine dove questa lavora scopre che può farle da spalla per un'intervista a Michael Jackson, il quale è ad Amburgo per girare una parte del suo nuovo videoclip, Jana decide entusiasta di accompagnarla insieme a Natascha. Nel parcheggio del set quest'ultima è tuttavia testimone di come un ballerino, che sostiene di essere il nipote di Michael Jackson, si appropri indebitamente dell'auto di Celine al fine di impressionare una collega. Le due amiche chiedono dunque aiuto ai Grani di pepe, e quando Cem scopre una traccia che porta verso il museo delle cere, la squadra riesce a dare una lezione ai ballerini e recuperare la macchina.

## I rifiuti tossici
- Scritto da: Anke Gebert, Katharina Mestre
- Diretto da: Klaus Wirbitzky

Fiete ha in programma di andare col papà Jochen ad una partita del St. Pauli, ma resta molto deluso quando quest'ultimo si rimangia la parola per dare una mano all'amico d'infanzia Lausen. Nel frattempo Vivi rinviene una tanica da dentro un canale, la cui etichetta segnala che il proprietario è proprio Lausen: i Grani di pepe inizialmente sperano di ottenere una ricompensa restituendogliela, ma Cem si accorge che la tanica è piena di acido solforico, un prodotto altamente inquinante. Trattandosi dunque di un chiaro caso di smaltimento illegale di rifiuti tossici, Fiete prova ad avvertire Jochen del comportamento scorretto dell'amico, mentre Uli, avvertito da Vivi, prova invano a raccogliere prove controllando il furgone di Lausen. Fiete è così costretto così ad intrufolarsi sulla barca che gli inquinatori usano per gettare i rifiuti nell'Elba e, sebbene scoperto, riesce a farli arrestare.

## Il cappotto
- Scritto da: Katharina Mestre
- Diretto da: Klaus Wirbitzky

Jana ha una giornata nera: prima viene rubato il suo giubbetto rosso dall'auto del padre, poi quest'ultimo annulla gli impegni presi con lei per il weekend e infine perde anche al gioco della bottiglia, trovandosi così costretta a girare per la zona del porto legata a Cem tramite delle manette. Durante la passeggiata i due incontrano però un ragazzo che indossa il giubbetto di Jana, riescono ad acciuffarlo e lo portano al quartier generale. Tuttavia, mentre tentava di convincerlo a lavarsi, Fiete scopre che il furfante in realtà è una bambina di nome Kim e nota che il suo corpo è pieno di lividi. A quel punto Jana e Cem scoprono che la ragazza viene regolarmente maltrattata dal padre: i Grani di pepe avvertono quindi Kemal, che si assicura che Kim non sia più costretta a vivere a casa dei suoi.

## La festa di San Giovanni
- Scritto da: Katharina Mestre
- Diretto da: Matthias Steurer

Fiete vuole sorprendere Natascha organizzando per lei una festa in occasione della festività nazionale lettone dello Jāņi, ma mentre Vivi fa la guardia ai preparativi due ragazzi la aggrediscono e distruggono tutto ciò che gli capita a tiro, reclamando la zona come loro proprietà. Jana trova un indizio che sembra far sospettare dell'aggressione un certo Kai, un diciottenne che vive nella casa-famiglia dove lavora Kemal. I tentativi di quest'ultimo di farlo ragionare non portano i frutti sperati, ma nonostante le minacce di ulteriori ripercussioni viene deciso che i festeggiamenti si sarebbero tenuti ugualmente. Quando Kai effettivamente si ripresenta sul luogo della festa, Cem lo sfida ad un incontro di kendō e lo riesce con astuzia a mettere fuori gioco, salvando la situazione.

## Il tesoro del pirata
- Scritto da: Katharina Mestre
- Diretto da: Klaus Wirbitzky

Quando a causa di problemi economici la famiglia Overbeck ha intenzione di vendere il magazzino di spezie che i Grani di pepe usano come quartier generale, Vivi rinviene al suo interno una fibbia molto antica, la quale da subito sembra interessare particolarmente al potenziale acquirente del locale. Nonostante le rimostranze della piccola, Anne e Jochen lasciano che l'uomo se la porti con sé, ma Vivi non si dà per vinta e scopre che l'oggetto possiede un grande valore poiché appartenuto al famoso pirata Klaus Störtebecker. La squadra si adopera dunque per recuperarlo e con un'astuta azione riesce ad intrufolarsi nella casa dell'acquirente e a farselo restituire. In seguito alla vendita della fibbia ad un museo, il quartier generale è ufficialmente salvo.